# Hauteroche (Jura)
Pour les articles homonymes, voir Hauteroche.
Hauteroche est une commune nouvelle située dans le département du Jura, en région Franche-Comté, créée le 1er janvier 2016.

## Géographie

### Climat
Pour des articles plus généraux, voir Climat de la Bourgogne-Franche-Comté et Climat du département du Jura.
En 2010, le climat de la commune est de type climat de montagne, selon une étude du Centre national de la recherche scientifique s'appuyant sur une série de données couvrant la période 1971-2000. En 2020, Météo-France publie une typologie des climats de la France métropolitaine dans laquelle la commune est exposée à un climat semi-continental et est dans la région climatique  Jura, caractérisée par une forte pluviométrie en toutes saisons (1 000 à 1 500 mm/an), des hivers rigoureux et un ensoleillement médiocre. 
Pour la période 1971-2000, la température annuelle moyenne est de 9,4 °C, avec une amplitude thermique annuelle de 16,8 °C. Le cumul annuel moyen de précipitations est de 1 451 mm, avec 13,2 jours de précipitations en janvier et 9,5 jours en juillet. Pour la période 1991-2020, la température moyenne annuelle observée sur la station météorologique de Météo-France la plus proche, « Le Fied_sapc », sur la commune du Fied à 10 km à vol d'oiseau, est de 9,8 °C et le cumul annuel moyen de précipitations est de 1 434,5 mm. 
La température maximale relevée sur cette station est de 37,3 °C, atteinte le 19 juillet 2022 ; la température minimale est de −28,4 °C, atteinte le 20 décembre 2009,,. 
Les paramètres climatiques de la commune ont été estimés pour le milieu du siècle (2041-2070) selon différents scénarios d'émission de gaz à effet de serre à partir des nouvelles projections climatiques de référence DRIAS-2020. Ils sont consultables sur un site dédié publié par Météo-France en novembre 2022.

## Urbanisme

### Typologie
Au 1er janvier 2024, Hauteroche est catégorisée commune rurale à habitat dispersé, selon la nouvelle grille communale de densité à sept niveaux définie par l'Insee en 2022.
Elle est située hors unité urbaine. Par ailleurs la commune fait partie de l'aire d'attraction de Lons-le-Saunier, dont elle est une commune de la couronne,. Cette aire, qui regroupe 139 communes, est catégorisée dans les aires de 50 000 à moins de 200 000 habitants,.

## Histoire
Créée par un arrêté préfectoral du 4 décembre 2015, elle est issue du regroupement des communes de Crançot, Granges-sur-Baume et Mirebel qui sont devenues des communes déléguées. Son chef-lieu est fixé à Crançot.

## Politique et administration
| Période        | Période  | Identité     | Étiquette | Qualité |
| -------------- | -------- | ------------ | --------- | ------- |
| 6 janvier 2016 | En cours | Daniel Segut | PS        |         |

Jusqu'aux prochaines élections municipales de 2020, le conseil municipal de la nouvelle commune est constitué de l'ensemble des conseillers municipaux des anciennes communes.
| Nom               | Code Insee | Intercommunalité                        | Superficie (km2) | Population (dernière pop. légale) | Densité (hab./km2) |
| ----------------- | ---------- | --------------------------------------- | ---------------- | --------------------------------- | ------------------ |
| Crançot (siège)   | 39177      | CC des Coteaux de la Haute Seille       | 14,37            | 605 (2013)                        | 42                 |
| Granges-sur-Baume | 39260      | CC des Coteaux de la Haute Seille       | 7,93             | 126 (2013)                        | 16                 |
| Mirebel           | 39332      | Espace Communautaire Lons Agglomération | 16,63            | 247 (2013)                        | 15                 |

## Démographie
L'évolution du nombre d'habitants est connue à travers les recensements de la population effectués dans la commune depuis sa création.

En 2022, la commune comptait 977 habitants, en évolution de +3,72 % par rapport à 2016 (Jura : −0,81 %, France hors Mayotte : +2,11 %).
| 2014 | 2019 | 2022 |
| ---- | ---- | ---- |
| 933  | 969  | 977  |

## Culture locale et patrimoine

### Lieux et monuments

#### Patrimoine civil
- Le château de Mirebel, ruiné, bâti dans le courant du XIIe siècle par les seigneurs de Vienne, démantelé par les troupes de Louis XI vers 1479 et achevé par celles d'Henri IV en 1595. Actuellement, on y distingue très facilement un double site castral installé sur la même crête, et séparé l'un de l'autre par un grand fossé taillé dans le roc et les vestiges d'un bourg castral en contrebas de la crête portant les vestiges du premier château : soubassements de maisons effondrées, puits, murgers, terrassements divers.
- Les abris en pierres sèches : comme une vingtaine de communes du premier Plateau jurassien[15], Hauteroche comporte des guérites ménagées dans les murgers, murailles en pierre sèche délimitant des parcelles généralement éloignées du village, cultivées au XIXe siècle puis retournées à la friche ou à la forêt au XXe siècle. Leurs derniers utilisateurs furent des bergers villageois faisant paître des moutons dans les friches. Ils sont de petite taille, allant de 0,5 m2 à 6 m2 et tournent le dos au vent dominant soufflant du sud-ouest. Leur voûte est obtenue au moyen de deux encorbellements symétriquement opposés l'un à l'autre. Contre les parois latérales sont disposées des banquettes de pierre. Deux dates gravées dans la pierre ont été trouvées : 1820 et 1860[16].
- Fermes des XVIIIe et XIXe siècles et mairie-école du XIXe siècle de Crançot[17],[18],[19],[20],[21],[22],[23],[24]

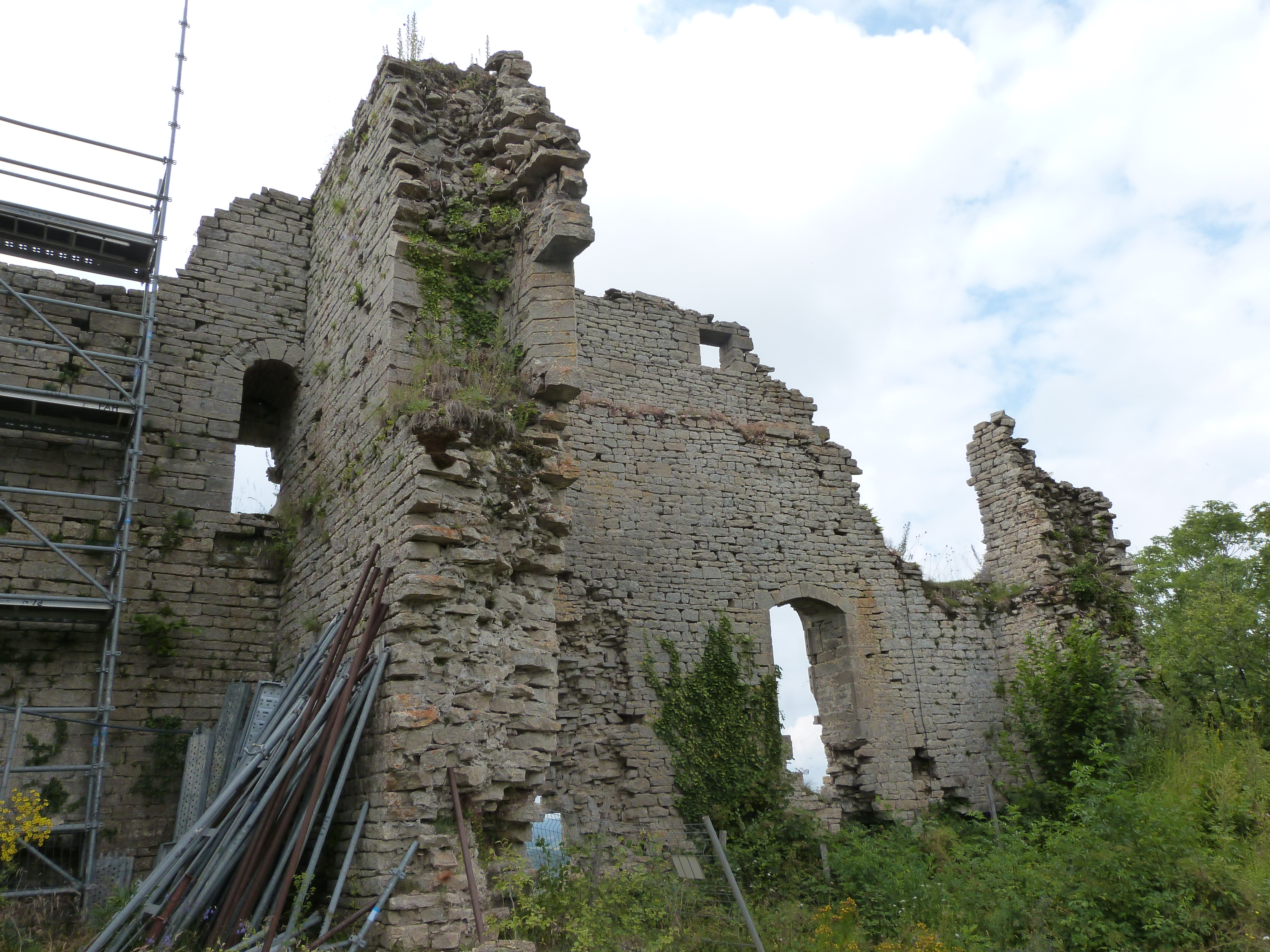
Ruines du donjon du château de Mirebel.
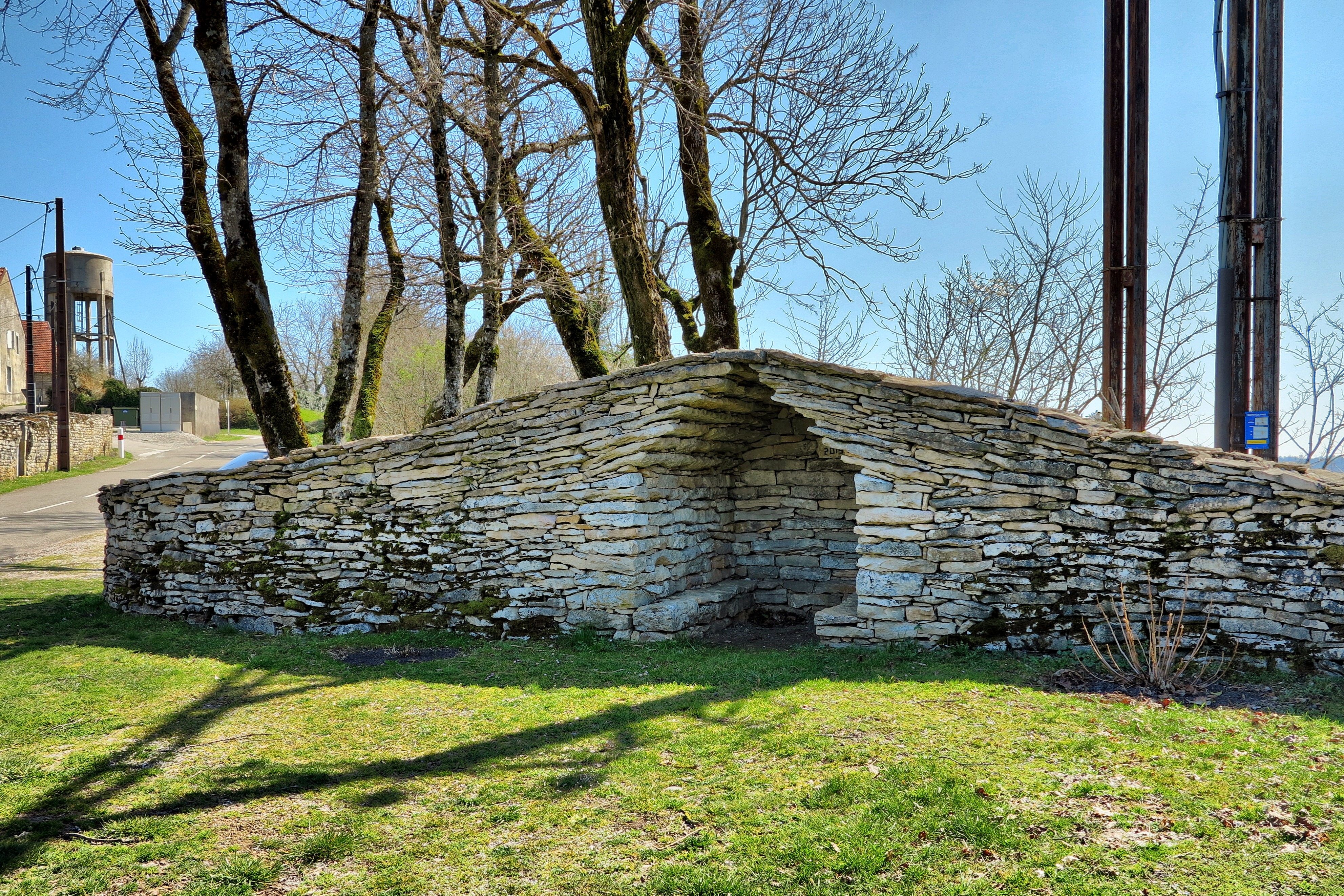
Reconstitution d'abri de pierres sèches à Granges-sur-Baume.

#### Patrimoine religieux
- L'église Saint-André de Mirebel : la nef actuelle et le clocher datent de la fin de l'âge gothique[Quoi ?], de même que le tableau au fond du chœur qui, quant à lui, pourrait remonter au XIIIe siècle, comme la petite chapelle en contrebas. Certains pensent que le clocher, placé sur le côté de la nef, est également plus ancien que celle-ci.
- L'église Sainte-Marie-Madeleine du XVIe siècle de Crançot[25] et son presbytère (XIXe siècle)[26].
- L'oratoire du XVIIIe siècle de Crançot[27] ;
- L'église Saint-Antoine de Granges-sur-Baume au toit couvert des lauzes.

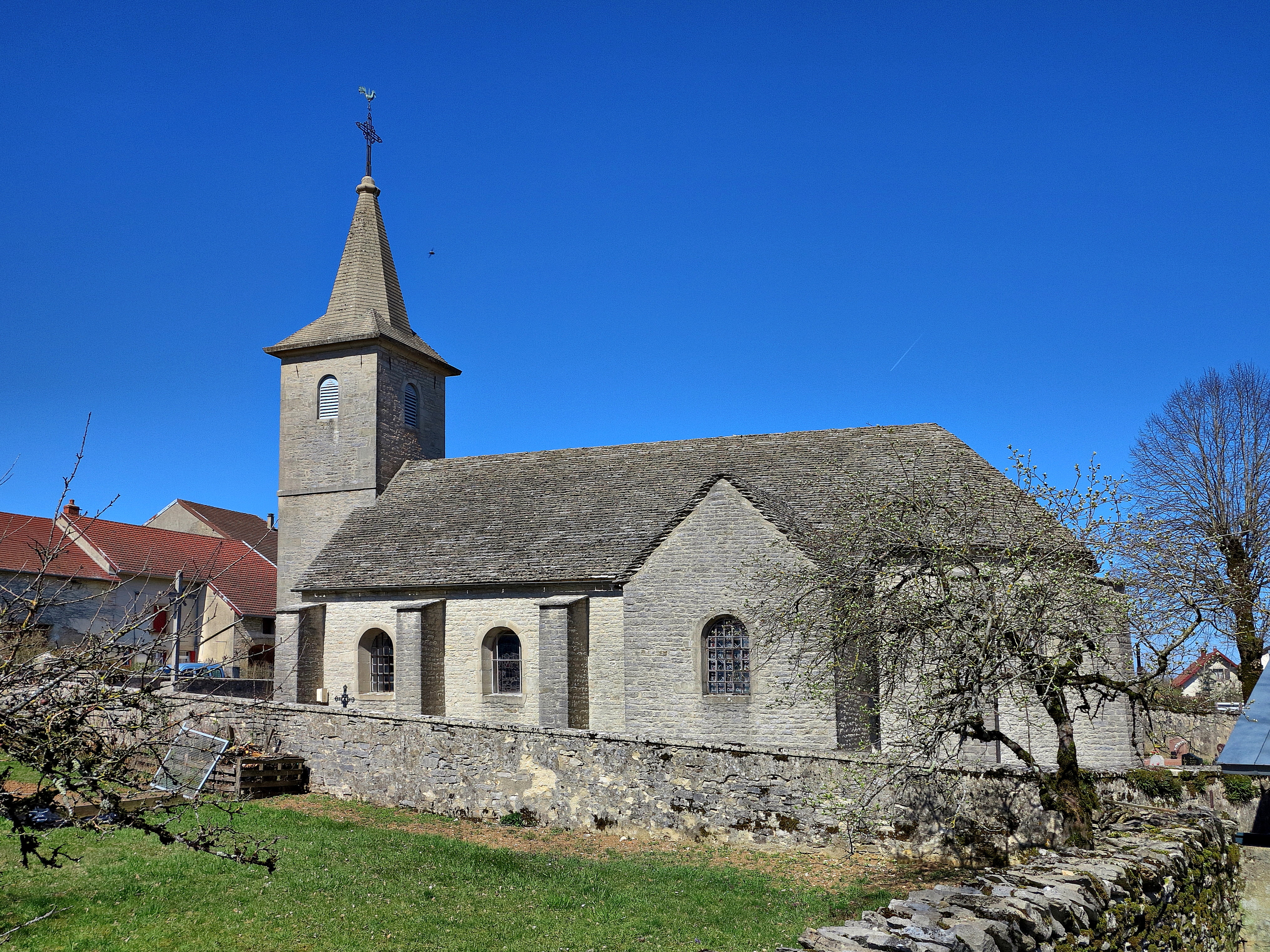
l'église Saint-Antoine de Granges-sur-Baume.
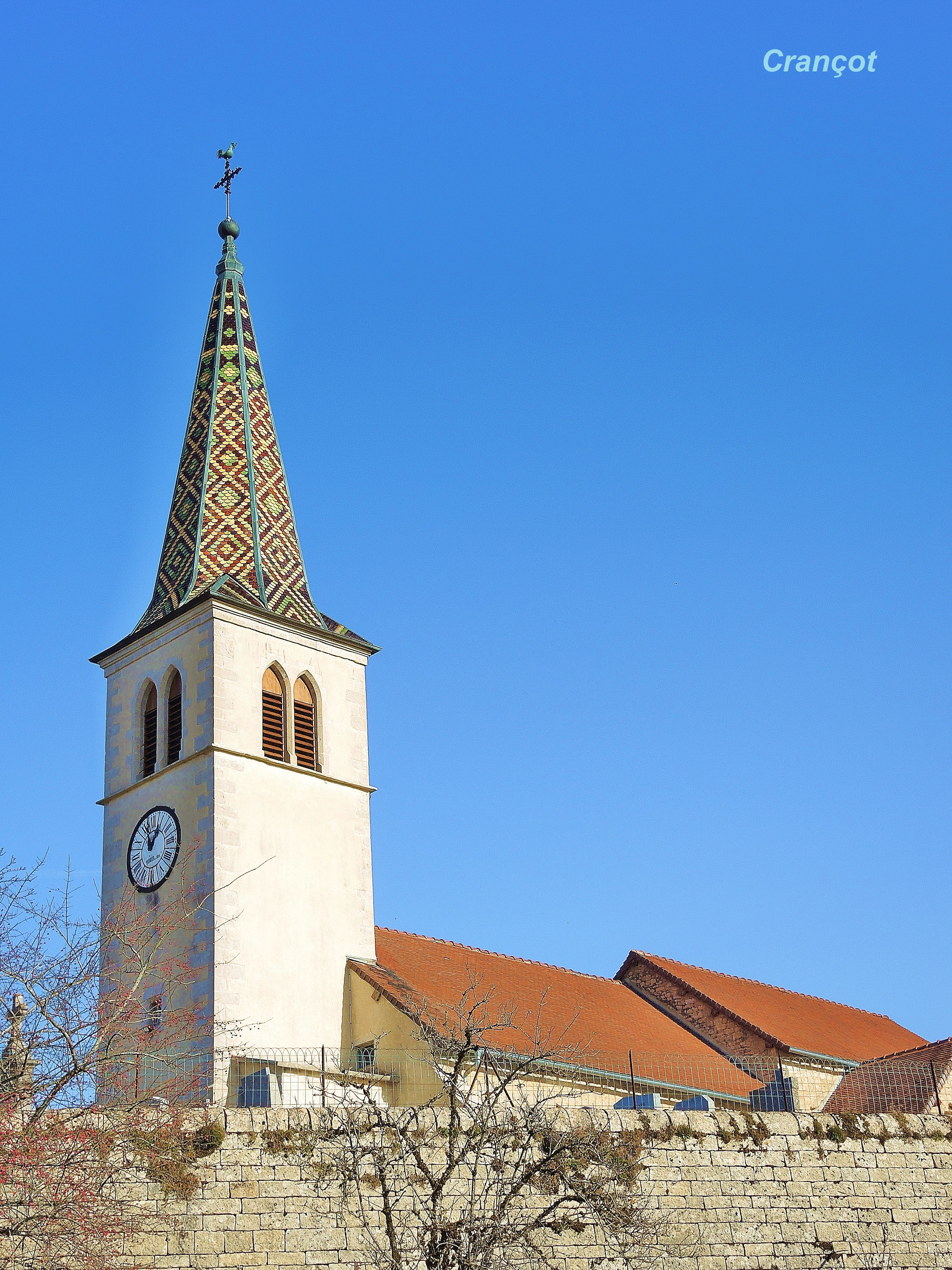
L'église Sainte Marie-Madeleine de Crançot.

#### Belvédères
- Le belvédère de Granges-sur-Baume, accessible depuis le centre du village grâce à un chemin piéton, offre une vue magnifique sur le village de Baume-les-Messieurs.
- Le belvédère du Crançot et sa vue sur la reculée de Baume-les-Messieurs.
- Le belvédère Notre-Dame du Guet dit la Vierge à Mirebel. La statue de la Vierge est située sur une petite avancée rocheuse qui domine le village en contrebas. On peut y admirer la vue sur le Premier Plateau, la Combe d’Ain, le lac de Chalain, et sur les plateaux s’élevant vers les chaînes du Haut Jura.

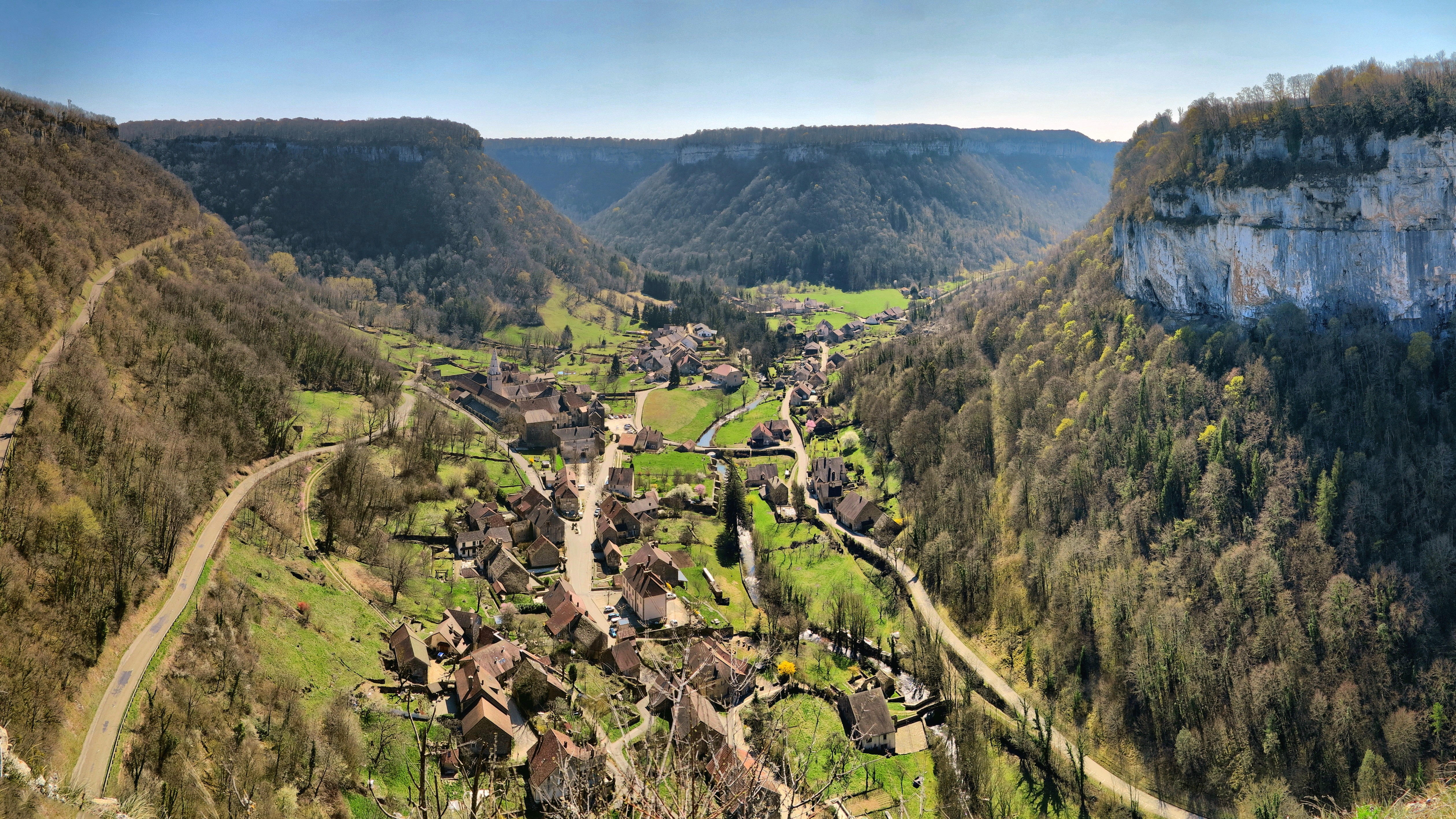
Le village de Baume-les-Messieurs depuis le belvédère de Granges.
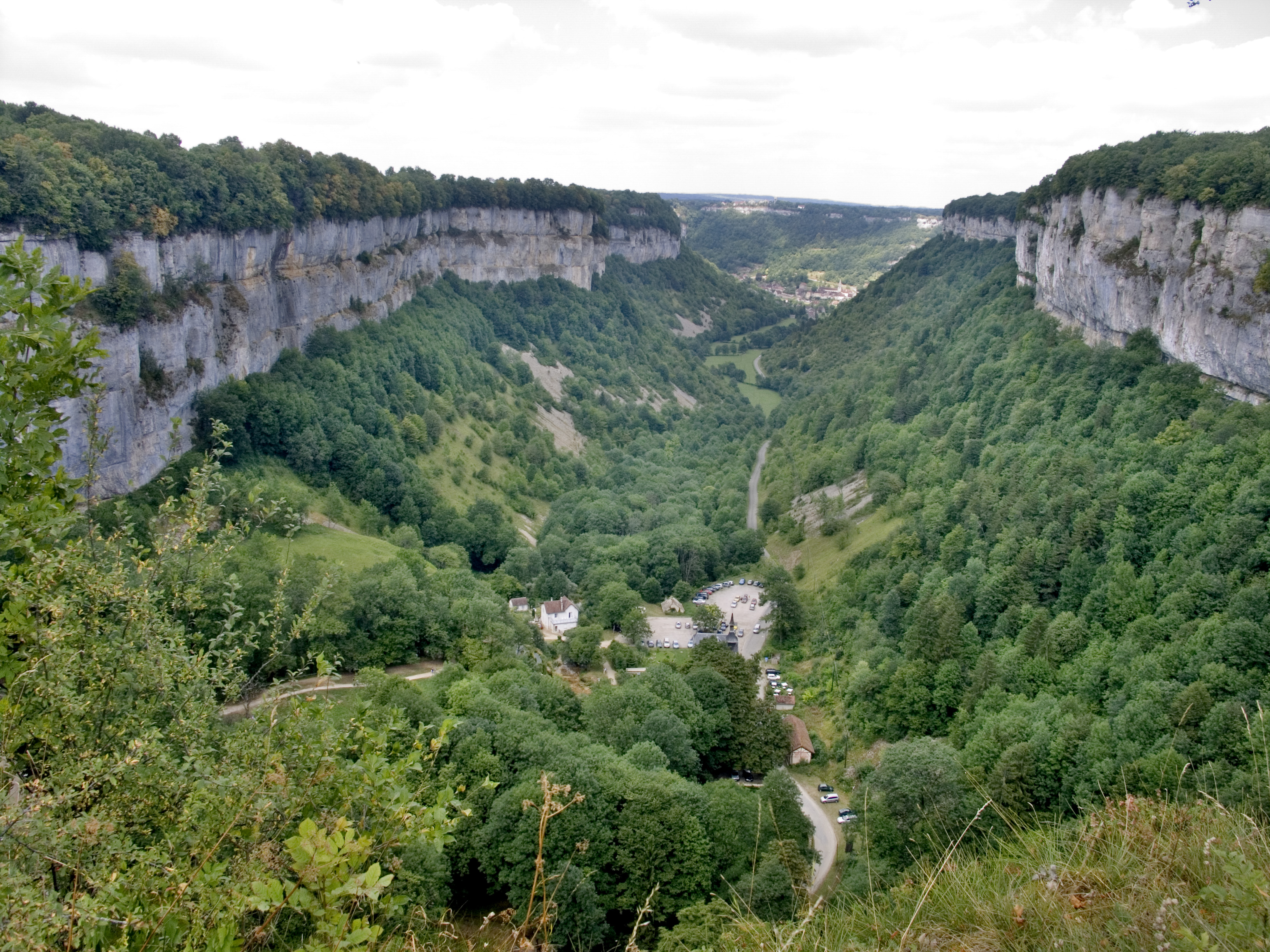
La reculée de Baume-les-Messieurs depuis le belvédère de Crançot.